# Interuniversity Microelectronics Centre
Interuniversity Microelectronics Centre（略称：imec、大学際微細電子工学中央研究団）は、超微細電子工学と情報技術分野で活動している非営利団体であり現在、国際的な研究開発や技術革新の中心地となっている。
imecは、最先端の研究開発インフラと5,500人を超える従業員・研究者チームを活用し、システム・スケーリング、シリコンフォトニクス、人工知能、5G以降の通信・センシング技術など、最先端の半導体研究開発活動に取り組んでいる。2022年、imecの収益（損益）は8億4600万ユーロに達した。

## 概要
imecの本部はベルギーのルーヴェンにあり、90か国以上から約5,500人の研究者を雇用している。半導体素子製造用の12,000平方メートルのクリーンルーム面積など、世界中に多数の研究開発拠点施設がある。
2016年9月、imecはフランデレン地域の情報研究センターiMindsと合併した。また、2018年にはASMLと合同でEUV研究所を設立するなど近年、めざましい躍進を遂げている。
日本政府は、次世代半導体分野での連携拠点を設置する予定であるが、この研究拠点の連携候補としてimecがあげられている。

### 歴史
1982年、フランダース政府はフランダースのマイクロエレクトロニクス産業を強化するためのプログラムを立ち上げた。このプログラムには、マイクロエレクトロニクスの高度な研究のための研究所（imec）、半導体ファウンドリ（旧AlcatelMicroelectronics、現在のSTマイクロエレクトロニクスおよびAMI Semiconductor）、およびVLSI設計エンジニア向けのトレーニングプログラムの設置が含まれていた。後者は現在、imecの活動に完全に統合されている。
1984年にロジャー・バロン・ヴァン・オーバーストラーテン教授が率いる非営利団体として設立された。imecという名前は、元のフルネームである「Interuniversitair Micro-Electronica Centrum VZW」の頭字語である。業界、フランダースの大学、フランダース政府からの代表者を含む理事会によって監督されている。1984年以来、imec はオーバーストラーテン、ギルベルト・デクレルック（Gilbert Declerck）、および2009年以降は、ルック・ファン・デン・ホーヴにより統率されてきたが、2023年11月現在は、アントン・デ・プロフト（Antoon De Proft）が会長を務めている。
2016年2月、imecがフランダースのデジタル研究センターであるiMindsと合併することが発表され、2016年9月21日に合併が完了した。

## 研究分野

### 高度な半導体スケーリング
回路サイズを縮小してコンピューティングとメモリの能力を向上させる専門知識と、新しい産業におけるナノテクノロジーの適用性でよく知られている。2015年、ニューヨーク・タイムズは、imecが世界最小かつ最も洗練されたチップのいくつかを製造する先駆的な技術を支援しており、センターは超微細電子工学研究の世界的リーダーであると考えられていると報じた。

### エネルギー
スマートエネルギーの研究を行っており、スマートグリッドネットワークを積極的かつ費用対効果の高い方法で計画、展開、管理する方法の開発から、（太陽光）エネルギーの効率、生産、貯蔵コストの改善に至るまで多岐にわたる。太陽電池および全固体電池の技術は、かなりの進歩を遂げている。
imecはルーヴェン・カトリック大学、VITO、およびハッセルト大学と共に、持続可能なエネルギーとインテリジェントエネルギーシステムの研究を行うための別のR&Dハブを設立した。このプロジェクトは「Energy Ville」と名付けられ、400人の研究者を雇用し、太陽光発電、電気および熱貯蔵、電力制御および変換、電気および熱ネットワーク、建物および地区、戦略および市場という6つの学際的な領域を中心に活動している。

### 人工知能
imecは人工知能に関する高度な研究を行っており、2019年にDARPAから機械学習コンテストで750.000米ドルが2回授与された。
2017年のレポートで、フィナンシャル・タイムズは世界を変える50のアイデアの1つにimecの自己学習ニューロモーフィックチップを挙げ、同紙はコンピューティングに革命を起こす可能性があると説明した。

### スマートシティ
2017年、フランダース政府はimecに委託し、13の主要なフランダース都市とブリュッセルのフランダースコミュニティのスマートシティへの移行を支援した。imecはまた、フラマン政府とアントワープ市から、モノのインターネットアプリケーション用のヨーロッパ最大のラボを作るよう依頼された。

### イメージセンサーとビジョンシステム
2019年、フロリダ州は、エバーグレーズの生態系に恒久的な損害を与えてきた侵略的なビルマニシキヘビやニシキヘビをより適切に検出できるハイパースペクトル技術を開発するために、imecとのパートナーシップを宣言した。

### スマートヘルス

#### ニューロピクセル技術
ニューロピクセルプローブの性能と、革新的な神経科学実験の可能性については、ネイチャーに掲載された2017年11月9日の論文で説明されている。2019年、ニューヨーク・タイムズは、imecのニューロピクセル技術が、脳細胞からデータを収集する最も先進的な方法として広く認識されていると報じた。

#### ブレインオンチップ研究
2018年、imecはルーヴェン・カトリック大学、ルーヴェン大学病院およびフランドル・バイオテクノロジー研究所（VIB）と共に、MissionLucidityと呼ばれる研究ベンチャーの設立を発表した。このベンチャーの目的は、認知症を解読することである。imecは、ヒト幹細胞の操作を自動化および小型化する「ブレインオンチップ」と呼ばれるヒト固有の生きた脳モデルを作成し、単一細胞の精度でプログラム可能な計測器を備えた3D脳モデルを生成する技術を開発している。このプロジェクトは、チャン・ザッカーバーグ・イニシアティヴによる100万ドルのCollaborative Science Awardによって支援された。

#### ポイントオブケア血液検査装置(ジョンズホプキンス大学およびmiDiagnostics)
imecのライフサイエンステクノロジープログラムを担当するピーター・ペウマンは、miDiagnosticsの設立を支援し、CTOに任命された。2019年、NASAはmiDiagnosticsに資金を提供し、無重力状態で宇宙飛行士の健康状態を監視する技術をテストし、宇宙の健康診断技術を進歩させることを目指した。

#### ウェアラブル
imecはウェアラブルデバイスを開発している。その技術は、アメリカ食品医薬品局（FDA）やPMDAなどの規制機関からいくつかの承認を得ており、ネイチャーに掲載された研究に貢献している。
スピンオフのBloomlifeを通じて、imecは、妊娠中の女性とその医師が胎児の発育に関する重要な詳細にアクセスしやすくすることを目的として、胎児の健康と胎児の可動性を追跡する妊娠監視技術を開発している。
その他のアプリケーションには、消化中に発生する機械的、電気的、および化学的変化を捕捉するように設計された摂取可能な腸センサーが含まれ、異常や問題に注意喚起フラグを立て、パーソナライズされた栄養アドバイスも提供する。

#### covid-19検知器
2020年、呼気中の新型コロナウイルスを検出する呼気分析装置の開発に関する大規模な研究プロジェクトを開始した。基本的なアイデアは、シリコンをベースにしたふるいを使って、肺の奥深くからの非常に小さな呼気粒子をキャッチすることで感染の初期段階でウイルスを検出することであった。

## 研究拠点
以下の場所に事業所を設置している。
ベルギー
ルーヴェン / ヘント / アントワープ / ブリュッセル / ヘンク
オランダ
アイントホーフェン
アメリカ
サンフランシスコ（カリフォルニア州） / キシミー（フロリダ州）
中国
上海市
台湾
新竹市
インド
バンガロール
日本
東京都